# Nika Gee
Nika Gee，一名新加坡商人，法官前夫人，前马来西亚首相丹斯里慕尤丁的情妇。
2016年因博客主Raja Petra的爆料而闻名，慕尤丁没有针对此事做出回应。

## 流行文化
在刘广艺的首张个人专辑中的爱江山更爱美人是专门描述慕尤丁和Nika Gee的故事。